# Hicham Khalfallah
Hicham Houssem Eddine Khalfallah (en arabe : هشام حسام الدين خلف الله) est un footballeur algérien né le 2 octobre 1991 à Arzew dans la wilaya d'Oran. Il évolue au poste d'avant centre au Al Ansar.

## Biographie
Il évolue en première division algérienne avec son club formateur, l'USM Blida, l'USM El Harrach et de l'Olympique de Médéa.
En avril 2021, il quitte Médéa pour jouer au CR Belouizdad.

## Palmarès
- Champion d'Algérie en 2021 et 2022 avec le CR Belouizdad.
- Champion d'Algérie de deuxième division en 2020 avec l'Olympique de Médéa.